# Fast Company (film 1918)
Fast Company è un film muto del 1918 diretto da Lynn Reynolds, prodotto e distribuito dall'Universal Film Manufacturing Company il 1º aprile 1918. Il film venne interpretato da Franklyn Farnum, Katherine Griffith, Lon Chaney e Juanita Hansen.

## Trama
Lawrence Percival Van Huyler, appartenente a una ricca e sofisticata famiglia della buona società, è stufo di seguire i dettami troppo snob del suo ambiente. Viene piantato dalla fidanzata, Alicia Vanderveldt, che gli preferisce Richard Barnaby, uno che ridicolizza il viziato Lawrence e che si vanta delle proprie avventure spericolate vissute in paesi stranieri.
Durante dei lavori di ristrutturazione nella tenuta di famiglia, Lawrence scopre una vecchia scatola dove trova un documento appartenente al fondatore della dinastia, Peter Van Huyler. Lì, il vecchio Van Huyler, irlandese di umili origini, confessa di aver costruito la propria fortuna con la pirateria. Lawrence, felicissimo di aver scoperto la verità sull'antenato, si mette a lavorare e sfida tutti quelli che in precedenza si erano fatto gioco di lui. Quando poi si viene a sapere che tutte le supposte avventure di Richard sono state ispirate da un libro, riconquista l'amore di Alice che torna pentita da lui.

## Produzione
Il film fu prodotto dall'Universal Film Manufacturing Company.

## Distribuzione
Il copyright del film, richiesto dalla Bluebird Photoplays Inc., fu registrato il 6 marzo 1918 con il numero LP12151.

Distribuito dall'Universal Film Manufacturing Company, il film uscì nelle sale cinematografiche statunitensi il 1º aprile 1918.
Non si conoscono copie ancora esistenti della pellicola che viene considerata presumibilmente perduta.